# Valeur nominale
Pour les articles homonymes, voir Nominal.
En finance, la valeur nominale d'un titre (valeur mobilière : action, obligation, etc.), appelée aussi valeur faciale, est celle fixée à l'émission.
En économie, on parle de valeur nominale (par exemple le « salaire nominal ») pour quelque chose dont la valeur est estimée au moyen de la monnaie contemporaine. Ainsi, lorsqu’on étudie les variations entre deux dates d’une valeur nominale, ces variations sont perturbées par l’inflation qui a eu lieu entre ces deux dates, c’est-à-dire la diminution de la valeur de la monnaie.

## En économie
Lorsqu’on étudie les variations d’une quantité entre deux dates, cette quantité étant mesurée au moyen de sa valeur monétaire, ces variations sont perturbées par l’inflation qui a eu lieu entre ces deux dates, c’est-à-dire la diminution de la valeur de la monnaie. Si on ne tient pas compte de l'inflation, on mesure en valeur nominale (ou à prix courants) ; l'Insee définit les prix courants tels qu'ils sont indiqués à une période donnée sans correction de l'impact de l'inflation. Si on tient compte de l'inflation et qu'on annule son effet, on raisonne en prix constants.

## En finance
La valeur nominale d'un titre (valeur mobilière : action, obligation…), appelée aussi valeur faciale, est celle fixée à l'émission.

### Pour les actions
Pour les actions, la valeur nominale a un sens uniquement comptable. C'est le capital figurant au bilan de la société divisé par le nombre d'actions émises par celle-ci.

### Pour les obligations
Pour les obligations, 
- la valeur nominale sert mathématiquement de capital auquel s'applique le taux d'intérêt (on parle de ce fait aussi d'intérêt nominal).
- la valeur nominale est généralement égale ou assez voisine du prix de souscription et/ou du prix de remboursement. 
  - la différence entre valeur nominale et prix de souscription est la prime de souscription (positive ou négative).
  - la différence entre valeur nominale et prix de remboursement est la prime de remboursement.

### Valeur réelle contre valeur nominale
Tant l'évaluation théorique d'un titre (évaluation d'obligation, évaluation du prix d'une action) que sa valeur réelle, autrement dit son cours de bourse, peuvent différer, parfois sensiblement, de la valeur nominale